# Thatcher-Illusion
Die Thatcher-Illusion oder der Thatcher-Effekt ist ein Wahrnehmungsphänomen, bei dem es schwierig ist, lokal begrenzte Veränderungen in einem Gesicht zu erkennen, wenn dieses Gesicht um 180° gedreht ist oder auf dem Kopf steht, während diese Veränderungen sehr deutlich wahrgenommen werden, wenn das Gesicht richtig herum präsentiert wird.

Diese Illusion ist nach der ehemaligen britischen Premierministerin Margaret Thatcher benannt, deren Fotografie von  Peter Thompson, Professor an der University of York, England 1980 verwendet wurde, um diese Illusion zu demonstrieren.

## Beschreibung

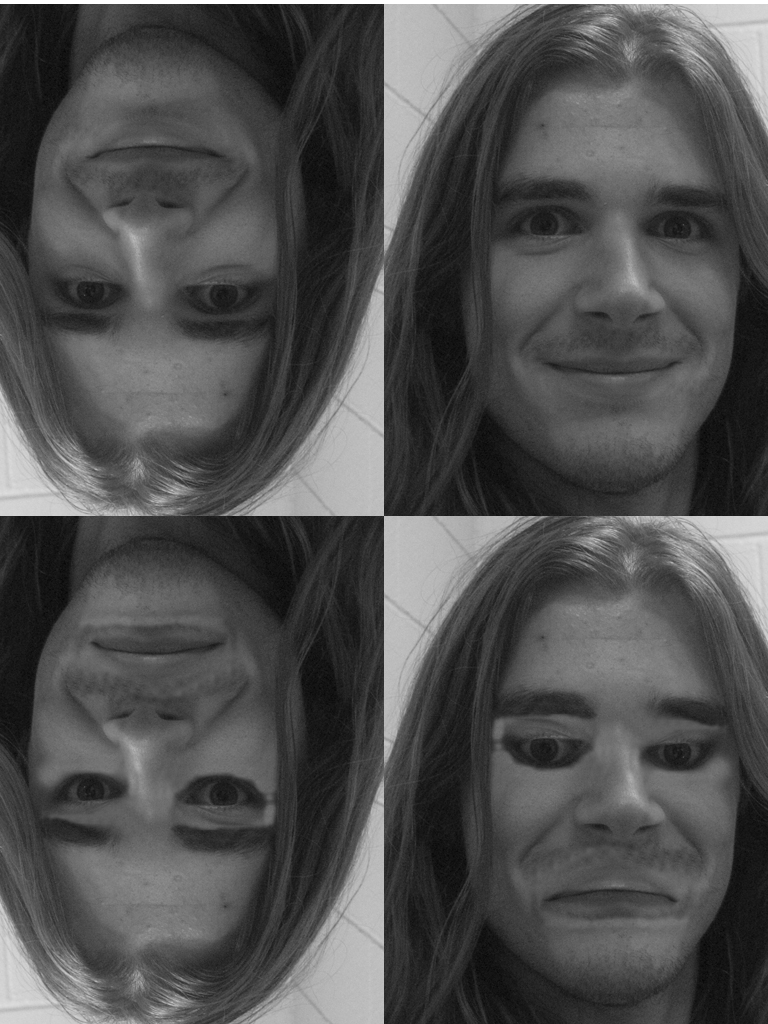

Der Effekt kann durch zwei ursprünglich identische Fotografien demonstriert werden, die beide um 180° gedreht sind, d. h. auf dem Kopf stehen. Dabei ist die zweite Fotografie in der Weise verändert, dass sowohl die Augen als auch der Mund innerhalb des Bildes noch einmal um 180° gedreht vorliegen. Beim ersten Hinsehen unterscheiden sich die beiden Fotografien kaum, erst wenn die Bilder richtig herum vorliegen, bemerkt man die groteske Veränderung.
Es wird vermutet, dass diese Illusion von den spezifischen psychologischen Vorgängen hervorgerufen wird, die in der menschlichen Gesichtswahrnehmung eine Rolle spielen und dort besonders in umgedrehten Gesichtern (die in der Natur selten oder gar nicht vorkommen). Gesichter sind einzigartig, obwohl sich viele Gesichter im Grundmuster sehr ähnlich sehen. Es gibt die Hypothese, dass der Mensch ab der Geburt spezifische Vorgänge zur Gesichtsunterscheidung entwickelt, die sowohl auf der Konfiguration des Gesichtes (räumliche Anordnung der Gesichtskomponenten; z. B. Abstand der Augen, Abstand zwischen Mund und Nase) als auch auf den Details des Gesichtes (z. B. Form der Lippen, Vorhandensein von Ohrläppchen) beruhen. Wenn ein Gesicht um 180° gedreht ist, ist aber die Konfigurationserkennung gestört (die Gesichtskomponenten sind nicht dort, wo sie hingehören) und in Folge ebenso die Feinabstimmung durch die Detailerkennung.
Neurophysiologisch wird die Thatcher-Illusion verwendet, um zerebrale Prozesse der Gesichtsverarbeitung zeitlich und örtlich zu bestimmen. Als Ereigniskorreliertes Potential zeigt hierbei die N170 eine Verschiebung in ihrer Latenz. Dies deutet darauf hin, dass durch das Invertieren eines Gesichtsbildes dessen neurale Verarbeitung erschwert wird.
Diese Illusion tritt nicht bei Menschen auf, die bestimmte Formen von Prosopagnosie haben, eine Wahrnehmungsstörung, bei der die Gesichtswahrnehmung nicht normal abläuft, üblicherweise nach Hirnverletzungen oder entsprechenden Erkrankungen.